# Sâmburești
Sâmburești è un comune della Romania di 1 296 abitanti, ubicato nel distretto di Olt, nella regione storica della Muntenia. 
Il comune è formato dall'unione di 7 villaggi: Cerbeni, Ionicești, Lăunele, Mănulești, Sâmburești, Stănuleasa, Tonești.